# 學院貴公子
學院貴公子（abingdon boys school）是日本四人男子搖滾，于2005年組成，簡稱a.b.s.。所屬事務所是Parfit Production，唱片公司是日本Epic Records。2005年凭借《Stay Away》一曲成功出道。2006年12月發行首张单曲《INNOCENT SORROW》。2007年10月发行首张专辑《Abingdon boys School》。

## 成員
- 西川貴教（主唱，灵魂人物）、T.M.Revolution主唱。
- 柴崎浩（吉他）、WANDS及前al.ni.co吉他手。
- SUNAO（吉他）
- 岸利至（合成器、程序）

### 支援成員
- Ikuo（貝斯）、Cube-ray成員
- 長谷川浩二（鼓手）、Cube-ray成員。

## 組成
樂隊的名是來自英國樂隊電台司令成員在1980年代就讀Abingdon School影響而命名，以西川貴教為活跃中心（但是隊長是岸利至）。2005年3月15日正式出道，為漫畫NANA所發行專輯《LOVE for NANA 〜Only 1 Tribute〜》收錄了歌曲《stay away》。2006年12月6日，發行第一張單曲INNOCENT SORROW，為動畫版驅魔少年的主題曲。2007年5月16日發行第二張單曲HOWLING，为动画黑之契约者的主题曲。
2007年10月17日發行首張專輯「abingdon boys school」，在Oricon專輯榜最高排行第二。12月5日，發行第四張單曲BLADE CHORD，是戰國BASARA2 英雄外傳主題曲。
2009年2月25日，abingdon boys school的单曲《STRENGTH.》开始发售。此单曲为动画版SOUL EATER的片尾曲。
2009年5月20日，abingdon boys school的單曲《JAP》發行，此單曲為動畫戰國BASARA的主題曲。

## 作品

### 單曲
1. INNOCENT SORROW（2006年12月6日）動畫驅魔少年片頭曲。
2. HOWLING（2007年5月16日）動畫黑之契約者片頭曲
3. Nephilim（2007年7月4日）遊戲Folklore -異魂傳承-主題曲。
4. BLADE CHORD（2007年12月5日）遊戲戰國BASARA2 英雄外傳主題曲。
5. STRENGTH.(2009年2月25日)動畫SOUL EATER片尾曲
6. JAP(2009年5月20日)TV動畫戰國BASARA主题曲/遊戲戰國BASARA BATTLE HEROES主題曲
7. 你的歌聲(2009年8月26日)動畫東京震級8.0主题曲
8. From Dusk Till Dawn(2009年12月16日)動畫黑之契約者 -流星の双子-片尾曲
9. WE aRE(2012年9月5日)遊戲戰國BASARA HD Collection合輯主題曲

### 專輯
1. 學院貴公子（2007年10月17日）
2. ABINGDON ROAD（2010年1月27日）

### 參加專輯
- LOVE for NANA ～Only 1 Tribute～

M-5 Stay Away
- PARADE〜RESPECTIVE TRACKS OF BUCK-TICK〜

M-13「ドレス」
- The songs for DEATH NOTE the movie 〜the Last name TRIBUTE〜

M-5「Fre@K $HoW」
- D.Gray-man Original Soundtrack 1

M-1「INNOCENT SORROW (TV size)」
- DARKER THAN BLACK －黑之契約者－ 劇伴

M-2「HOWLING -TV size ver.-」
- LUNA SEA MEMORIAL COVER ALBUM -Re:birth-

M-2「Sweetest Coma Again」

### 藍光
- Abingdon Boys School-Japan Tour

### DVD
- ABINGDON ROAD MOVIES

## 外部連結
- 官方網站（页面存档备份，存于）